# George Busbee
George Dekle Busbee (ur. 7 sierpnia 1927 w Vienna w stanie Georgia, zm. 16 lipca 2004 w Savannah w stanie Georgia) – amerykański polityk, działacz Partii Demokratycznej.
Przez 9 kadencji zasiadał w stanowej Izbie Reprezentantów Georgii; 1975–1983 był gubernatorem stanu, zastąpił na tym stanowisku Jimmy’ego Cartera.